# Liste des résolutions du Conseil de sécurité des Nations unies sur l'Inde
Cet article dresse une liste des résolutions du Conseil de sécurité des Nations unies concernant l'Inde.

## Inde
En forme longue la république de l'Inde (en hindi भारत (Bhārat) et भारत गणराज्य (Bhārat Gaṇarājya), en anglais India et Republic of India)
L' Inde est membre fondateur de l'organisation des Nations unies.
- Résolution 38 : la question Inde-Pakistan (adoptée le 17 janvier 1948 adoptée lors de la 229e séance).
- Résolution 39 : la question Inde-Pakistan (adoptée le 20 janvier 1948 adoptée lors de la 230e séance).
- Résolution 47 : la question Inde-Pakistan (adoptée le 21 avril 1948 adoptée lors de la 286e séance).
- Résolution 51 : la question Inde-Pakistan (adoptée le 3 juin 1948 adoptée lors de la 312e séance).
- Résolution 80 : la question Inde-Pakistan (adoptée le 14 mars 1950).
- Résolution 91 : la question Inde-Pakistan (adoptée le 30 mars 1951).
- Résolution 96 : la question Inde-Pakistan (adoptée le 10 novembre 1951).
- Résolution 98 : la question Inde-Pakistan (adoptée le 23 décembre 1952).
- Résolution 122 : la question Inde-Pakistan (adoptée le 24 janvier 1957).
- Résolution 123 : la question Inde-Pakistan (adoptée le 21 février 1957).
- Résolution 126 : la question Inde-Pakistan (adoptée le 2 décembre 1957).
- Résolution 209 : la question Inde-Pakistan (adoptée le 4 septembre 1965).
- Résolution 210 : la question Inde-Pakistan (adoptée le 6 septembre 1965).
- Résolution 211 : la question Inde-Pakistan (adoptée le 20 septembre 1965).
- Résolution 214 : la question Inde-Pakistan (adoptée le 27 septembre 1965).
- Résolution 215 : la question Inde-Pakistan (adoptée le 5 novembre 1965).
- Résolution 303 : la situation du sous-continent Inde/Pakistan (adoptée le 6 décembre 1971).
- Résolution 307 : demande d'un cessez-le-feu entre le Pakistan et l'Inde (adoptée le 21 décembre 1971).